# Linda Sundblad
Linda Caroline Sundblad, née le 5 juillet 1981 à Lidköping, est une chanteuse et mannequin suédoise.

## Biographie
Linda quitte l'école à l'âge de 15 ans pour rejoindre le groupe de pop-rock Lambretta avec lequel elle rencontre le succès, et ce malgré son jeune âge. Après trois albums avec Lambretta, elle quitte le groupe à l'automne 2005  et entame une carrière solo. La même année Linda est dans des publicités pour L'Oréal la marque de mode danoise Munthe plus Simonsen.
En septembre 2006 elle sort son premier single solo - Oh Father - puis son premier album - Oh, My God! - quelques mois plus tard.
En parallèle Linda Sundblad coopère aussi à d’autres projets. En 2003 elle chante la chanson Faraway Vol.2 dans l'album Reflections du groupe de métal finlandais Apocalyptica. En 2008 et 2009 elle chante certains morceaux (Everything Is Alright, puis Always) de Rasmus Faber, un artiste électro suédois.
En 2008 elle anime également une émission de radio sur P3 .
Elle vit à San Diego, en Californie[réf. souhaitée].